# Pożar Izby Lordów i Izby Gmin
Pożar Izby Lordów i Izby Gmin (ang. The Burning of the Houses of Lords and Commons) - obraz autorstwa Williama Turnera namalowany w 1834 roku. Obecnie znajduje się w Museum of Art w Filadelfii.
Obraz powstał w 1834 roku. Turner, w nocy 16 października 1834, był wraz z wieloma tysiącami ludzi świadkiem pożaru Izby Lordów i Izby Gmin. Obserwował go z kilkoma studentami z łodzi na Tamizie. Wykonał wtedy dwie teki szkiców, jedną akwarelą, a drugą ołowianym sztyftem. Później na ich podstawie namalował obraz olejny.